# خانه رنجبران
خانه رنجبران مربوط به دوره قاجار است و در سمنان، معبر کهن دژ واقع شده و این اثر در تاریخ ۲۵ اسفند ۱۳۸۰ با شمارهٔ ثبت ۵۶۶۳ به‌عنوان یکی از آثار ملی ایران به ثبت رسیده است.